# Vargö
Vargö es el nombre que recibe una pequeña isla, que constituye una de los más occidentales del archipiélago sur de Gotemburgo en el país europeo de Suecia. Localizada frente al mar abierto, es una isla casi completamente estéril, y una reserva natural declarada como tal en el año 1986. Se localiza cerca de la también isla de Styrsö y es accesible a través de un servicio de Ferry.